# 千賀健永
千賀健永（日语：／ Senga Kento，1991年3月23日—），傑尼斯事務所團體Kis-My-Ft2成員，現在也同時作為Kis-My-Ft2的特別組合舞祭組活動。出生於愛知縣（現居神奈川），血型AB型，身高171cm。2003年4月13日 加入傑尼斯事務所，成為Johnny's Jr.的一員。2011年8月10日所屬團隊Kis-My-Ft2正式出道。

## 簡歷
- 名字的由來為「希望永遠健康」
- 入社的契機為因為母親的朋友認識櫻井翔，在他小學五年級左右時因而有機會看了嵐的演唱會，從而決定了要應募入社[1]，直到現在跟櫻井翔依然關係要好。[2]
- 自幼稚園有記憶以來已開始學習跳舞，每天學習六小時[1]，現時擔任著Kis-My-Ft2及舞祭組的舞蹈編排。

## 參與團體
- Kis-My-Ft.(2004年春 - 2004年夏)
- A.B.C.Jr. (2004年夏 - 2005年夏)
- 舞闘冠 （2007年冬 - ）
- Kis-My-Ft2 (2005年 - )
- 舞祭組  (2013年 - )

## 演出
團體演出請參照Kis-My-Ft2及舞祭組的內容

### 電視劇
- 東野圭吾 懸疑故事 第7話「白色凶器」（2012年8月23日、富士電視台）- 飾 中町伸治
- 心療中-in the room-（2013年1月12日 - 3月30日、日本電視台） - 飾 北原蓮
- 信長的主廚2 第7話（2014年8月28日、朝日電視台）- 飾 阿閉貞大
- 紅與黑的劇場 「淺見光彥系列51 中央構造帶」（2014年12月5日、富士電視台）- 飾 須藤刑事
- ○○人的末路（2018年4月24日 - 6月26日、日本台）- 飾 和田竹雪
- MIRROR・TWINS Season2 第1話（2019年6月8日、WOWOW）- 飾 俱樂部店長
- 偵探☆星鴨 第6話（2021年5月30日、日本電視台） - 飾 四方田樹
- ConneXion（2021年7月2日 - 8月6日、dTV）- 飾 悠琉
- 夫婦圓滿食譜～不交換嗎？僅此一晚～（2022年10月6日 - 12月22日、東京電視台）- 飾 仁科浩介
- 婚活奮鬥中 第5話・第6話（2024年2月14日・21日、富士電視台） - 飾 石川智也
- 如果她認為那就是愛（2025年4月3日 - 、讀賣電視台） - 飾 空久保亞夫

### 電影
- 雙生靈 表/裡（2014年1月18日・2月1日、角川映画）- 飾 御手洗巧[3]

### 綜藝節目
- 少年倶樂部（2003年 - 、NHK-BS2・BShi・BS Premium）
- 濱Kis（濱キス）　（2012年4月、朝日電視台）
- 東海地方的事情 盡我所能地調查！（東海地方のコト なるべくちゃんと調べます!）（2012年4月26日 - 9月20日、CBC電視台）

### 舞台劇
- DREAM BOYS（2008年、帝國劇場）
- 少年們～沒有鐵欄的牢獄～（2010年、日生劇場)
- 瀧澤歌舞伎（2011年、日生劇場)
- Johnny's 銀座 You的前面是Me！（2012年、Theatre Creation）
- DREAM BOYS（2012年9月、帝國劇場）
- DREAM BOYS JET（2013年9月、帝國劇場）
- DREAM BOYS（2014年9月、帝國劇場）
- DREAM BOYS（2015年9月3日 - 9月30日、帝國劇場）
- DREAM BOYS（2016年9月3日 - 9月30日、帝國劇場）
- 〇〇な人の末路〜僕たちの選んだ✕✕な選択〜」（2020年2月9日-3月15日、東京環球劇場）

### CM
- 大日本除虫菊 COMBAT(與舞闘冠共同出演)（2009年3月30日）

### SOLO歌曲
- Get Ready

作詞：Komei Kobayashi、作曲：Fredrik “Figge” Bostrom・MiNE・Atsushi Shimada
收錄於Kis-My-Ft2第五張大碟「I SCREAM」完全生産限定 4cups盤
- I miss your smile

作詞：川畑要(CHEMISTRY)、作曲：Kyler Niko・Kanata Okajima・Soma Genda
收錄於Kis-My-Ft2第八張大碟「FREE HUGS!」

#### 未CD化歌曲
- EXIT<JASRAC作品No：136-1217-4>

作詞：白井裕紀、作曲：太田雅友
只於2006年11月5日的少年俱樂部的演出及Kis-My-Ft22011年出道巡迴演唱會 「Everybody Go」上唱出過
- BOMB<JASRAC作品No：1F0-2503-2>

作詞：KENTO.S、作曲：CLINT TOMMY/MINE/ATSUSHI SHIMADA
於2013年至2016年的舞台劇DREAM BOYS上初次表演的自作曲
- THRILLER

於2016年的舞台劇DREAM BOYS上初次表演的自作曲
- PURE LOVE<JASRAC作品No：501-3148-6>

作詞、作曲：淺利進吾
此曲為Kis-My-Ft2的第六張大碟「MUSIC COLOSSEUM」初回生産限定盤B SPECIAL MOVIE「ボクらのミュージックコロシアム（我們的MUSIC COLOSSEUM）」的插入歌。

### 活動
- FiNGAiSM（2023年5月19日 - 6月4日、表參道Hills Space O）
- FiNGAiSM in 台北（2023年12月1日 - 10日、華山1914文化創意產業園區 西一館）

## 外部連結
- 千賀健永的Instagram帳戶